# Lamastre
Lamastre är en kommun i departementet Ardèche i regionen Auvergne-Rhône-Alpes i sydöstra Frankrike. Kommunen ligger  i kantonen Lamastre som ligger i arrondissementet Tournon-sur-Rhône. År 2022 hade Lamastre 2 336 invånare.

## Befolkningsutveckling
Antalet invånare i kommunen Lamastre
Referens: INSEE

## Galleri

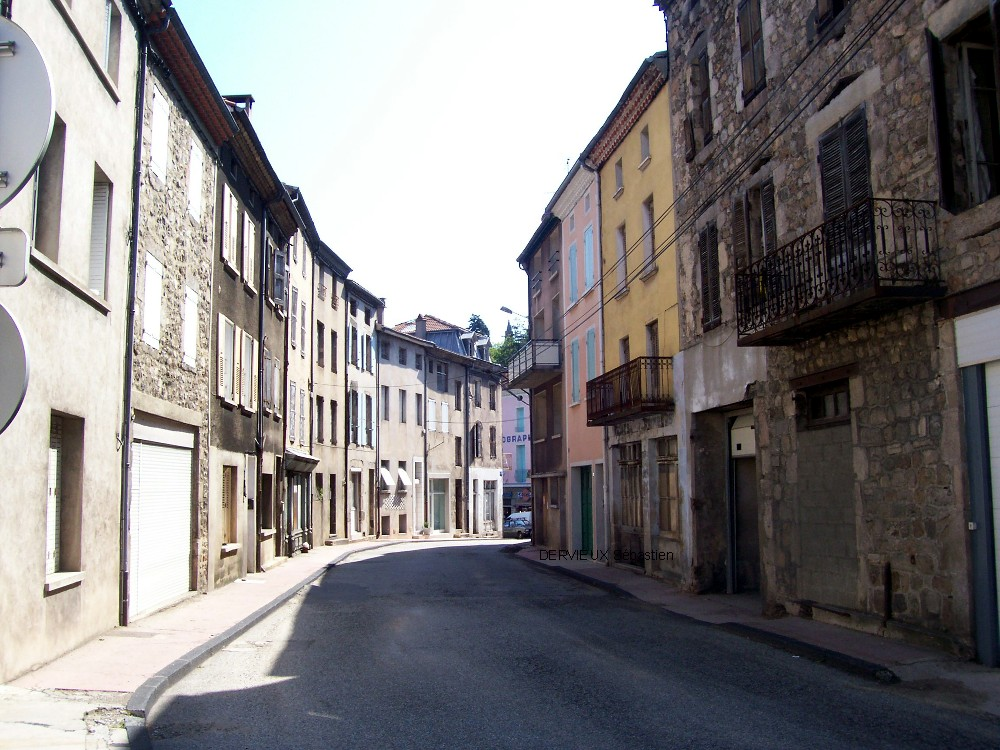
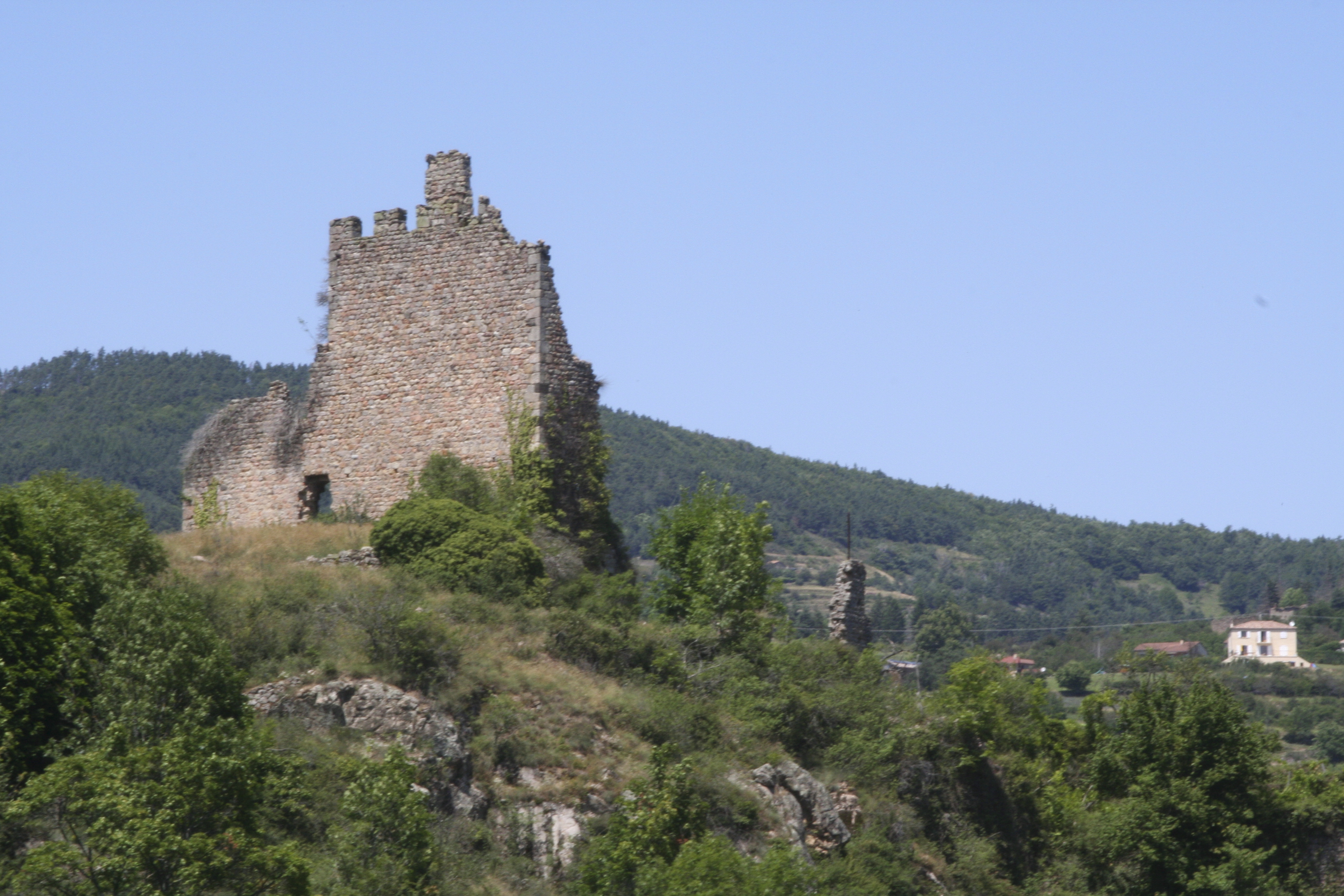
Ruinerna av Château de Pecheylard
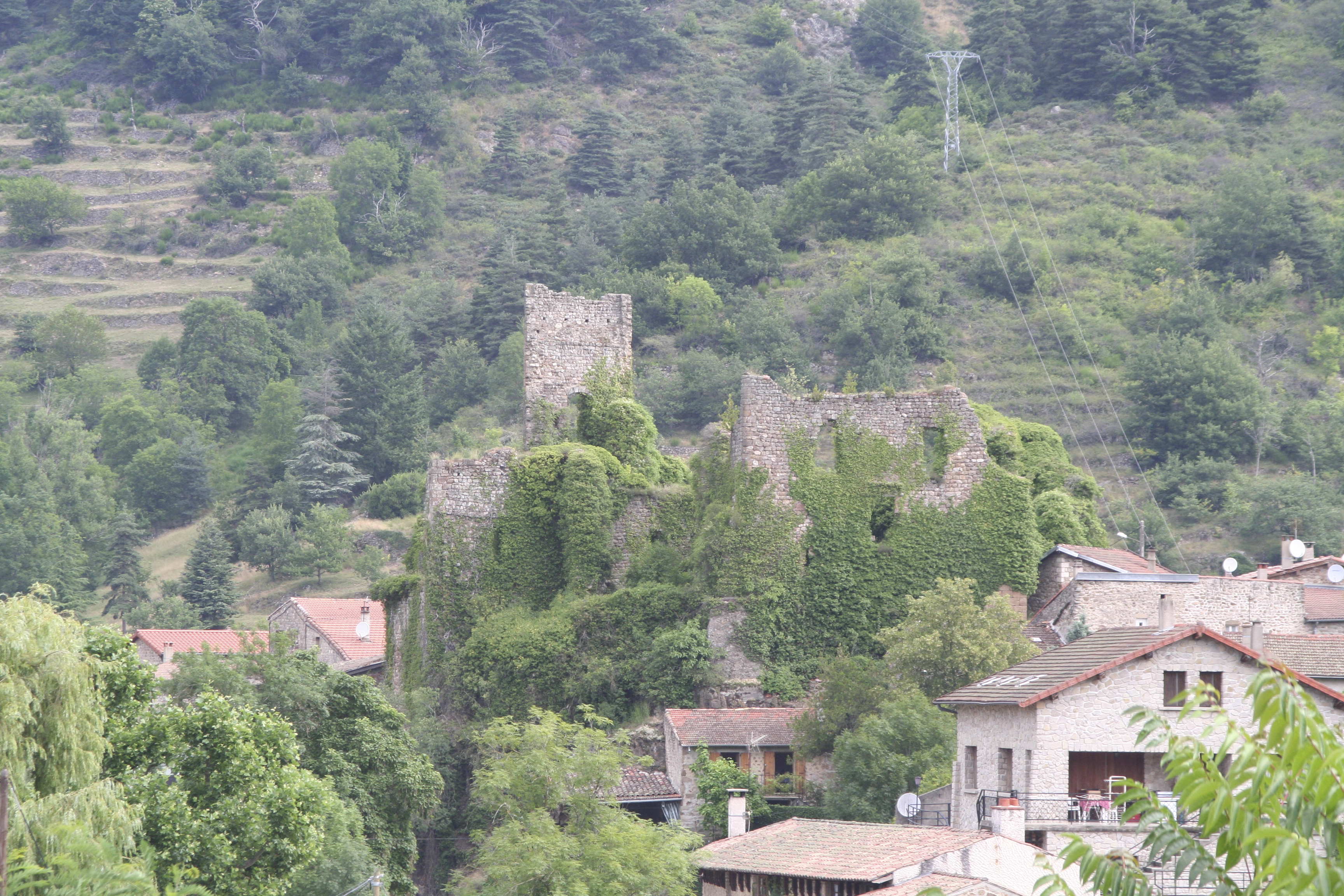
Ruinerna av château de Retourtour
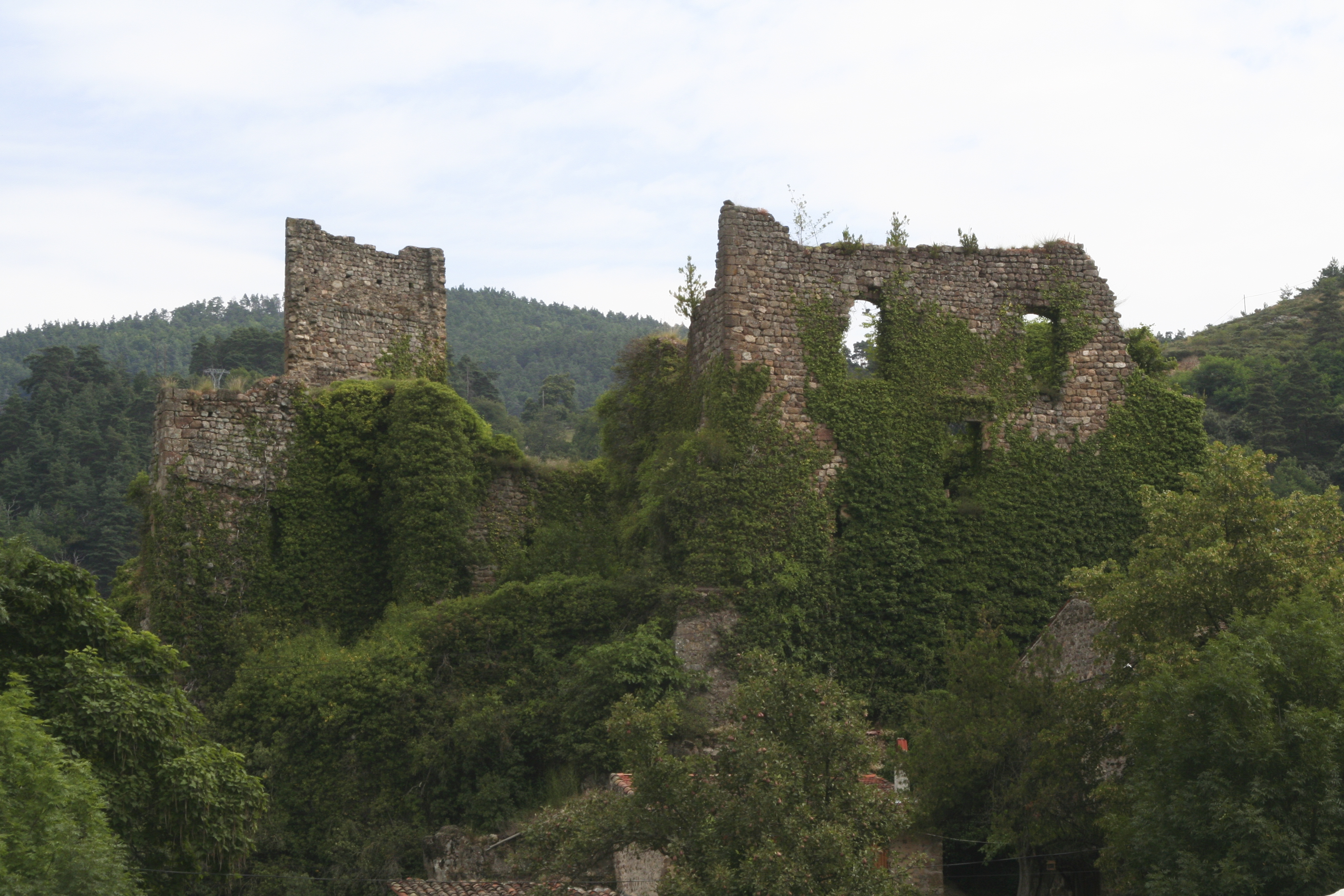
Ruinerna av château de Retourtour
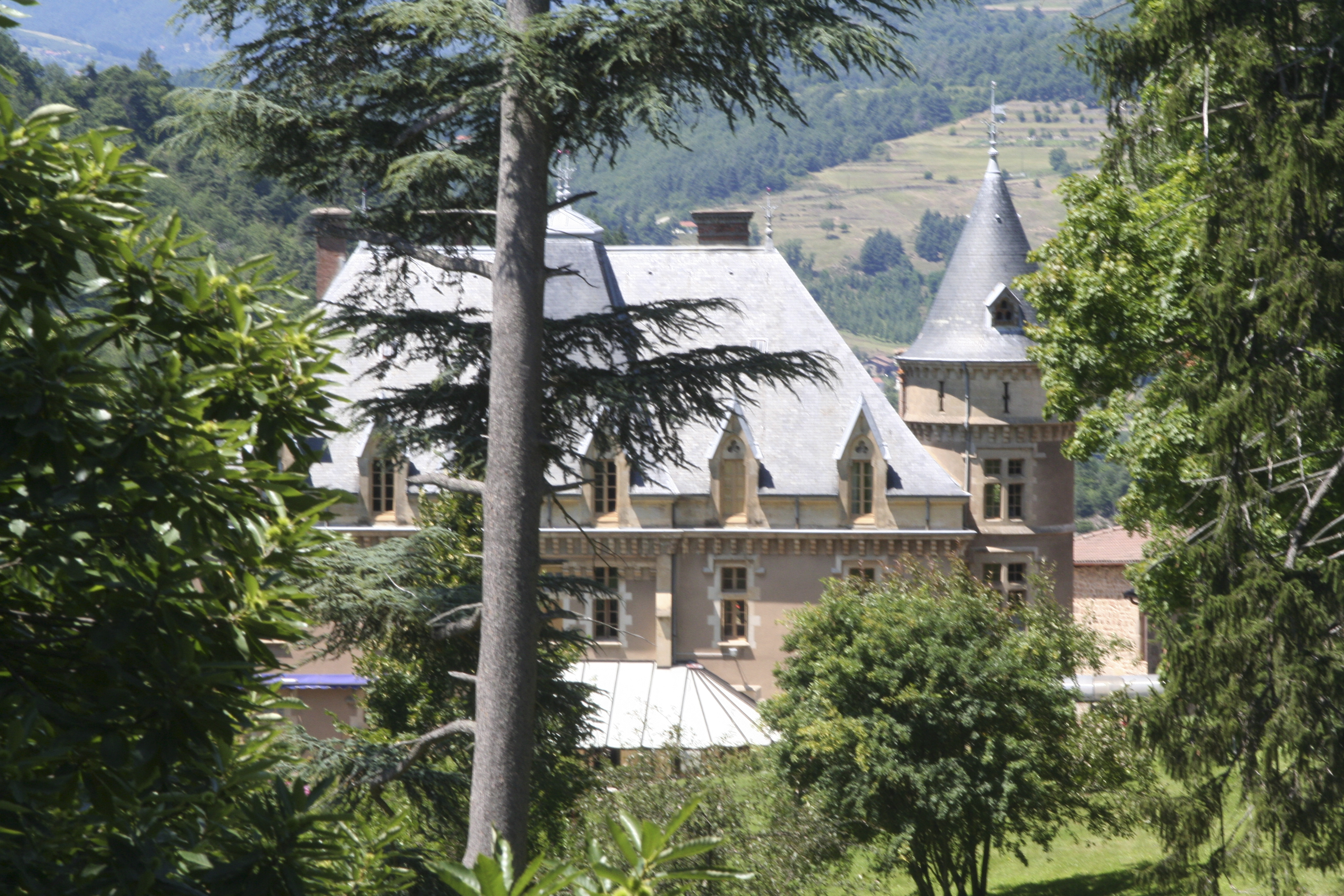
Château d'Urbilhac